# Батлер (округ, Миссури)
Округ Батлер (англ. Butler County) — округ штата Миссури, США. Население округа на 2009 год составляло 41 471 человек. Административный центр округа — город Поплар-Блафф.

## История
Округ Батлер основан в 1849 году.

## География
Округ занимает площадь 1807,8 км². 10,84 % площади округа занимает единственный национальный лес Миссури — «Марк-Твен».

## Демография
Согласно оценке Бюро переписи населения США, в округе Батлер в 2009 году проживало 41 471 человек. Плотность населения составляла 22.9 человек на квадратный километр.